# Horst Hoffmeyer
Horst Hoffmeyer (Poznań, 29 mei 1903 - Craiova, 11 september 1944) was een Duitse officier en SS-Brigadeführer en Generalmajor in de politie tijdens de Tweede Wereldoorlog. Hij was commandant van het Sonderkommando R (Rusland), deze eenheid nam op grote schaal deel aan de Holocaust.

## Leven
Op 29 mei 1903 werd Horst Hoffmeyer geboren in Poznań in het Keizerlijk Rusland. Hij was van Volksduitse afkomst. Na zijn schoolgang, diende hij van januari 1919 tot juli 1919 bij de 2./Sicherheitsdientes in Bromberg.

### Interbellum
Hoffmeyer diende in 1919 voor zes maanden in het Freikorps Grenzschutz Ost. In januari 1920 werd Hoffmeyer lid van de Stahlhelm, en diende daar tot juni 1923. In de tussentijd werkte hij voor een lange periode als bankier. Hoffmeyer werd ook lid van de 1. Freiw. Jäger Btn in het Kommando Fort Hahneberg, hij diende in dat bataljon tot oktober 1923. In januari 1927 werd Hoffmeyer ook lid van de Sturmabteilung (andere bron vermeldt: maart 1927 als datum lidmaatschap SA) en werd geplaatst in de staf van de Oberste SA-Führer. Voor een korte periode was hij niet werkzaam in de SA, waarna hij op 1 juli 1933 opnieuw lid werd, en geplaatst werd in de Nachtrichtensturm 49. Op 24 november 1933 werd Hoffmeyer bevorderd tot SA-Sturmmann. Hierna werd hij geplaatst in de staf van de SA-Brigade 30, en diende daar tot maart 1939. Hij werd op 1 januari 1934 bevorderd tot SA-Rottenführer (korporaal). Op 29 maart 1934 trouwde Hoffmeyer met Annemarie Richert in Koningsbergen. Een paar maanden later werd hij opnieuw bevorderd, deze keer tot SA-Scharführer (sergeant). Van 8 juli 1935 tot 14 september 1935 was Hoffmeyer als Gefreiter der Reserve en Reserve Offizier-Anwärter geplaatst in het Heer. Na zijn terugkomst bij de SA, werd hij op 30 januari 1937 bevorderd tot SA-Truppführer (sergeant). Op 1 mei 1937 werd Hoffmeyer lid van de NSDAP, en kreeg het nummer 5 480 793 toegewezen. Daarna was hij vanaf 1938 tot 1941 Geschäftsführer van hey Bund Deutscher Osten, een Duitse naziorganisatie tegen Polen. Hoffmeyer was ook werkzaam in het Hauptamt Volksdeutsche Mittelstelle (VoMi), waar hij later benoemd werd tot leider van het Amt 7: Sicherung Deutschen Volkstums in den neuen Ostgebieten werd. Van 6 juli 1938 tot 3 augustus 1938 was hij geplaatst bij het Infanterie-Regiment 9 (IR 9). (9e Infanterieregiment). Tijdens zijn plaatsing bij het IR 9, werd hij bevorderd tot Feldwebel der Reserve.

### Tweede Wereldoorlog
Op 3 maart 1939 stapte Hoffmeyer van de Sturmabteilung naar de Schutzstaffel over en werd als SS-Hauptsturmführer (kapitein) ingeschaald, waarna hij geplaatst werd in de staf van het SS-Personalhauptamt. Op 22 november 1939 werd Hoffmeyer bevorderd tot SS-Sturmbannführer (majoor).
Na het begin van de Tweede Wereldoorlog was hij mede verantwoordelijk voor de hervestiging van Volksduitsers in het kader van de slogan "Heim ins Reich". Uit het door Duitsland bezette Polen, volgens de verdragen met de Baltische staten en de Sovjet-Unie uit de Balticum (Baltische Duitsers) en Roemenië (Bessarabische-Duitsers, Dobroedzja-Duitsers en Boekovina-Duitsers).
Van 15 maart 1941 tot 15 juni 1941 diende hij als SS-Hauptsturmführer in de staf van het SS-Personalhauptamt.
Na het begin van Operatie Barbarossa stond Hoffmeyer vanaf juli 1941 aan het hoofd van het Sonderkommando R (Rusland), met onder meer experts van het VoMi en de SD. De taak van het in Transnistrië, Centraal-Oekraïne en de Krim uit drie Einsatzgruppen opererende Sonderkommandos R, was niet alleen het registreren en verzorgen van de hervestiging van etnische Duitsers. In 1942 werd het Sonderkommando R uitgebreid met medewerkers van de Reichskommissariat für die Festigung des deutschen Volkstums (RKFDV), het SS-Rasse und Siedlungshauptamt (RuSHA) en het SS-Wirtschafts-Verwaltungshauptamt (SS-WVHA). Na de reorganisatie in 1943 van het Sonderkommando R ontstond de Volksdeutsche Leitstelle, eveneens onder de leiding van Hoffmeyer. Het Sonderkommando R had de leiding over de 7000 man sterke paramilitaire Volksdeutscher Selbstschutz (vrije vertaling: Volksduitse Zelfbescherming) die naar Joden, communisten en partizanen in de steden zocht en hen, nadat ze waren gevangengenomen, neerschoten.
In de SS maakte Hoffmeyer snel carrière, tussen maart 1939 en oktober 1941 werd hij zes keer bevorderd. In november 1943 bereikte hij de rang van een SS-Brigadeführer (brigadegeneraal). Hij werd ook benoemd tot Generalmajor der Polizei in 1942.
Aan het einde van de oorlog werkte hij in Odessa, Kiev en Boekarest. Na de val van Antonescu en de frontwisseling in Roemenië leidde hij een Kampfgruppe, die hij al snel overdroeg aan Generalleutnant Alfred Gerstenberg.
Op 11 september 1944 pleegde Hoffmeyer samen met zijn collega Erwin Müller in gevangenschap zelfmoord in Craiova.

## Carrière
Hoffmeyer bekleedde verschillende rangen in zowel de Allgemeine-SS als Waffen-SS. De volgende tabel laat zien dat de bevorderingen niet synchroon liepen.
| Datum             | Sturmabteilung     | Heer                                               | Allgemeine-SS          | Waffen-SS                              | Polizei                  |
| ----------------- | ------------------ | -------------------------------------------------- | ---------------------- | -------------------------------------- | ------------------------ |
| Januari 1927      | SA-Mann            | —                                                  | —                      | —                                      | —                        |
| 24 november 1933  | SA-Sturmmann       | —                                                  | —                      | —                                      | —                        |
| 1 januari 1934    | SA-Rottenführer    | —                                                  | —                      | —                                      | —                        |
| 9 november 1934   | SA-Scharführer     | —                                                  | —                      | —                                      | —                        |
| 20 april 1935     | SA-Oberscharführer | —                                                  | —                      | —                                      | —                        |
| 17 september 1935 | —                  | Gefreiter der Reserve en Reserve Offizier-Anwärter | —                      | —                                      | —                        |
| 30 januari 1937   | SA-Truppführer     | —                                                  | —                      | —                                      | —                        |
| Augustus 1937     | —                  | Oberjäger der Reserve                              | —                      | —                                      | —                        |
| 30 januari 1938   | SA-Obertruppführer | —                                                  | —                      | —                                      | —                        |
| 1938              | —                  | Feldwebel der Reserve                              | —                      | —                                      | —                        |
| 15 maart 1941     | —                  | —                                                  | SS-Hauptsturmführer    | —                                      | —                        |
| 22 november 1939  | —                  | —                                                  | SS-Sturmbannführer     | —                                      | —                        |
| 22 november 1939  | —                  | —                                                  | SS-Obersturmbannführer | —                                      | —                        |
| 26 januari 1940   | —                  | —                                                  | SS-Standartenführer    | —                                      | —                        |
| 15 januari 1941   | —                  | —                                                  | —                      | SS-Untersturmführer der Reserve (W-SS) | —                        |
| 4 oktober 1941    | —                  | —                                                  | SS-Oberführer          | —                                      | —                        |
| 25 augustus 1941  | —                  | —                                                  | —                      | —                                      | Oberst der Polizei       |
| 21 december 1942  | —                  | —                                                  | —                      | SS-Obersturmführer der Reserve (W-SS)  | —                        |
| 9 november 1943   | —                  | —                                                  | SS-Brigadeführer       | —                                      | —                        |
| 9 november 1943   | —                  | —                                                  | —                      | —                                      | Generalmajor der Polizei |

## Lidmaatschapsnummers
- NSDAP-nr.: 5 480 793[9] (lid geworden 1 mei 1937[1])
- SS-nr.: 314 948[9] (lid geworden 3 maart[6] 1939[1])

## Onderscheidingen
Selectie:
- IJzeren Kruis 1939, 2e Klasse[9][1]
- Kruis voor Oorlogsverdienste, 1e Klasse[8][9] (1 september 1942[1]) en 2e Klasse[9] (9 mei 1941[1]) met Zwaarden
- Grootofficier in de Orde van de Kroon van Roemenië met Ster op 20 januari 1941[1]
- Herinneringsmedaille voor de Kruistocht tegen het Communisme met gesp "Odessa" op 1 oktober 1942[1]
- SS-Ehrenring[8][9]